# Чухаджян Тигран Геворгович
Тигра́н Гево́ргович Чухаджя́н (вірм. Տիգրան Գեւորգի Չուխաճյան, 1837, Константинополь — 11(23) березня 1898, Ізмір) — вірменський композитор, диригент, піаніст, музично-громадський діяч, педагог, засновник вірменського оперного мистецтва, вірменського музичного театру, один з засновників вірменської національної професійної школи. Автор першої опери і оперети в музичній історії Сходу, засновник музичного театру на Близькому Сході.

## Біографія

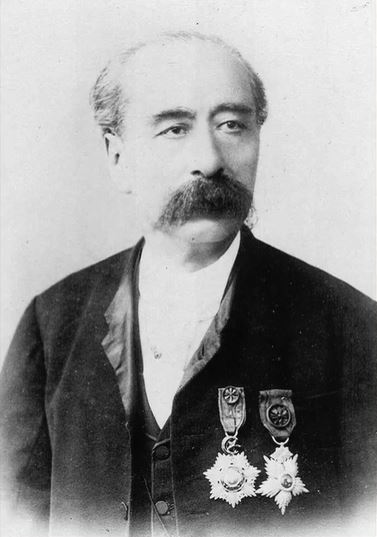
Тигран Чухаджян

Народився в окрузі Пера (тур. Pera), Константинополь, в родині палацового годинникаря. Його батько, Геворг, був шанувальником мистецтва й усіляко підтримував талановитого сина у прагненні отримати музичну освіту.
Вже у віці 15-16 років молодий Чухаджян привернув увагу музичної спільноти своїм виконанням. Подальшому розвитку його музичних здібностей сприяв композитор Габріель Єранян. Професійне музичне навчання розпочалось під керівництвом італійського піаніста Ч. Мандзоні, у якого Чухаджян брав уроки фортепіано і теорії музики протягом декількох років. За порадою останнього він вирушив для удосконалення освіти до Італії й у 1861–1864 роках навчався у Мілані. Так Чухаджян став одним з перших вірменських композиторів з вищою освітою, отриманою в Європі. Через деякий час після повернення з Італії композитор одружився зі співачкою Анік Абазян. З цього періоду вів також викладацьку діяльність.
У 1860-х роках почав боротися разом з іншими представниками вірменського населення в Туреччині за розвиток своєї національної культури й очолював прогресивно налаштованих музикантів-вірмен, які пропагували передову європейську музичну культуру, європейські форми організації музичної освіти, а також музично-громадського життя. Брав участь в організації вірменських музичних товариств, зокрема, співробітничав з музичною організацією «Вірменська ліра» — першою в своєму роді в музичній історії Близького Сходу, і разом з Габріелем Єраняном займався організацією видання музичного журналу «Вірменська ліра» (1861–1864). Брав активну участь в організації загальнодоступних концертів, читав лекції, керував вірменським оркестром округу Хасгюх Константинополя.

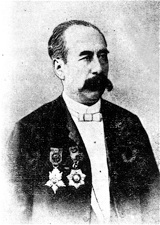

У 1872 році Чухаджян став основоположником вірменського музичного театру. З 1877 року очолював музично-театральну трупу. Організував «Театр отоманської опери», який пізніше отримав назву «Вірменська трупа турецької оперети». Співробітничав з музичним театром «Гусанергакан», особливо плідним було однак його співробітництво з театром «Аревелян татрон» (Східний театр) Акопа Вардовяна, музичним керівником якого він був протягом декількох років. У 1891–1892 роках композитор відвідав Париж, де були поставлені його оперети. Французька преса називала його «східним Оффенбахом».

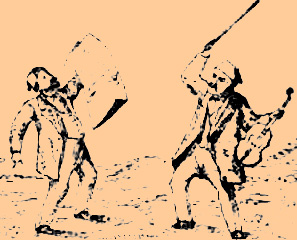
Тигран Чухаджян і Акоп Вардовян (карикатура, XIX століття)

У 1896 році Чухаджян через посилення антивірменських репресій разом з родиною переїхав зі столиці до Ізміру. Невдовзі після цього він помер від раку у віці 61 року. Через швидкоплинну хворобу і смерть його останній музично-театральний твір  лишився не завершеним. Останні роки композитор жив у злиднях, похорон Чухаджяна був організований «Товариством для нужденних». Про його смерть вірменська газета «Мшак» з болем писала: «Смерть у бідності і славний похорон».
Одна з учениць так описувала Чухаджяна:
Він відрізнявся від всіх, кого я знала. Він ніколи не носив феску у приміщенні, його сиве волосся нагадувало про Бетховена. Він мав неповторний характер, гордовиту статуру і вишукані манери. Він хотів, щоб його студенти вкладали у гру все серце і душу. Альтруїст і скромна людина, він завжди носив темно-сірий фрак…— Massis weekly, may 31, 2008
З нагоди підписання Сан-Стефанського мира Чухаджян був нагороджений орденом святого Станіслава російським імператором Олександром II.
Похований на вірменському цвинтарі Ізміра. За два роки після смерті Чухаджяна його учень А. Синанян поставив над могилою композитора його мармуровий бюст.

## Творчість

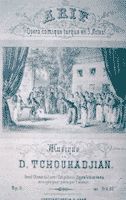
Афіша оперети «Аріф», XIX століття

Тигран Чухаджян залишив значну творчу спадщину — декілька опер і оперет, перші камерні, симфонічні і фортепіанні твори у вірменській музиці, а також пісні і романси, музику до драматичних спектаклів. Його фортепіанні п'єси охоплюють різні жанри та форми, такі як фантазії, парафрази, фуги й танці, хоча найчисленнішими є п'єси танцювального характеру. Серед інших творів «Великий вальс», «Орієнтальна ліра» і деякі інші за своєю імпровізаційністю і віртуозністю близькі до парафраз і фантазій романтичної музики Ліста і Тальберга. Чухаджян намагався опанувати найбільш незвичайні музичні жанри та форми. В своїх творах композитор майстерно поєднує методи європейського музичного вираження з ладомелодичними елементами західновірменської міської народної музики, вірменської духовної музики, з мелодіями східної музики в цілому, виявляючи високу майстерність поліфонії. Саме у творчості Чухаджяна вперше у вірменській музиці з'явились самостійні поліфонічні форми. Вважається, що в його музиці ще не присутні мелодії вірменського народного фольклору — сільських народних пісень тощо. Цей напрямок у вірменській класичній музиці розпочнеться тільки з 1880-х років.

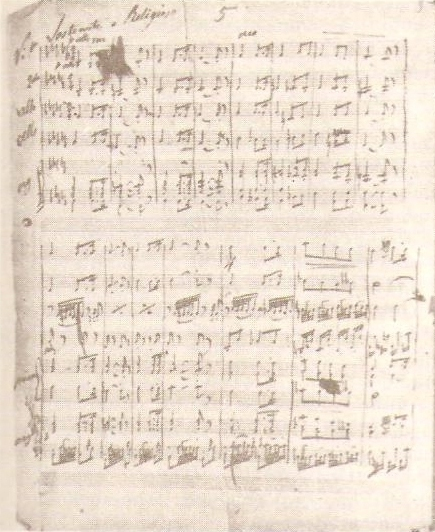
Сторінка з партитури опери «Аршак II»

Маючи широкі музичні здібності, Чухаджян на вулицях міста слухав і відзначав фрагменти мелодій і ритмічні мотиви для використання у своїх такорах. На формування його музичного стилю значний вплив справила школа італійської опери і французька оперета. 1868 року Чухаджян написав оперу «Аршак II» — першу вірменську національну оперу.

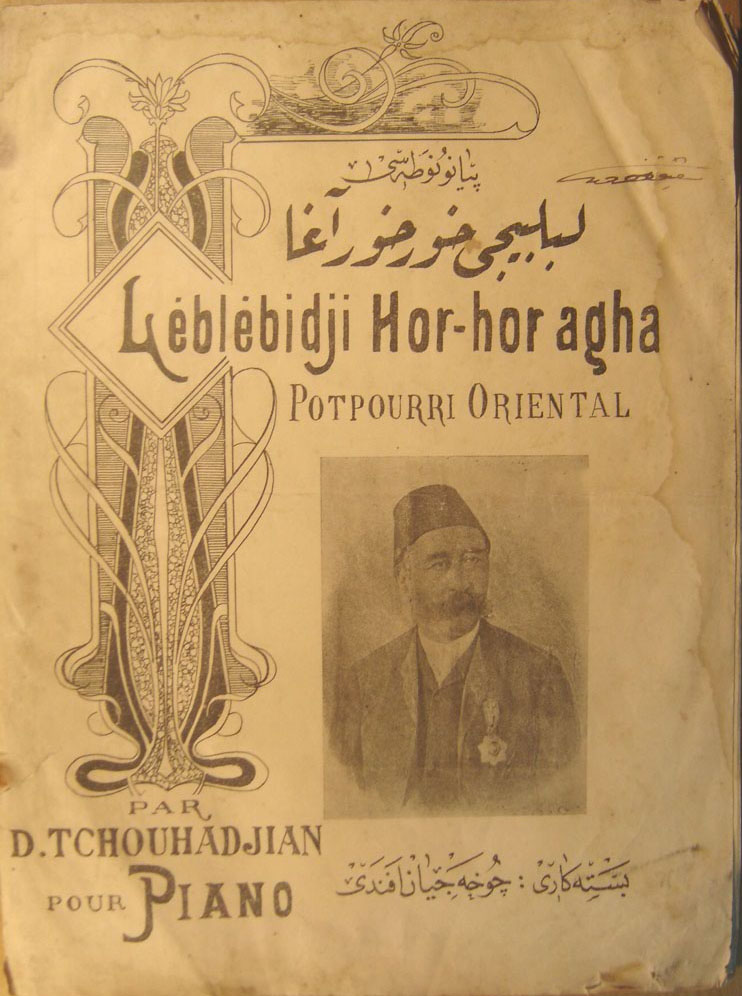
Видання партитур оперети «Леблебіджи Гор-гор ага», XIX століття

Починаючи з 1870-х років Чухаджян працював над музичними комедіями, оперетами. В них композитор тонко приховував національні, соціальні й політичні натяки, виносив на перший план побутові і сатиричні елементи, романтичні переживання. Саме в оперетах особливо відзначається вплив вірменського міського фольклору. Він співробітничав з вірменськими й італійськими лібретистами, зокрема з Т. Наляном, Алборето та іншими. 1872 року на основі сюжету «Ревізора» Гоголя композитор написав оперету «Аріф» (лібрето турецькою мовою вірменськими літерами) — першу в історії вірменської класичної музики, у 1873 році оперету «Кьоса кьохва» («Плішивий староста», автор лібрето Геворг Рштуні), яка була поставлена у тому ж році в театрі Вардовяна. «Кьоса кьохва» вже у перший період була поставлена більш ніж 60 разів. Найпопулярнішою його оперетою стала «Леблебіджи», роботу над якою Чухаджян завершив 1875 року. Велику популярність цим оперетам принесли ліризм музики, стрімкість розвитку дії й дотепність, живість, влучність характеристик. Як відзначає Є. Барварт, у своїх опереткових творах Чухаджян ніс влив зайхідноєвропейських майстрів опери Ж. Оффенбаха, Ш. Лекока і Ф. Зуппе. Згідно з «Оксфордським оперним словником» в цих творах відчувається вірменський побут і звичаї свого часу. Багато його творів були опубліковані вже у 1870—1880-х роках. 1890 року композитор завершує роботу над оперою-феєрією «Земіре». Більшість цих творів ставились за його життя. Симфонічні твори Чухаджяна виконувались, зокрема, оркестром Синаняна. 1897 року у вірменській пресі з'явилась інформація про завершення Чухаджяном опери «Індіана». Починаючи з періоду навчання у Мілані, на подальшу творчість композитора великий вплив справила музика Дж. Верді.
Музичний критик Адольфо Талассо про творчість Чухаджяна писав:
Тигран Чухаджян був першим композитором, який застосував європейську музичну техніку до східної музики. Його високо оригінальні ідеї, свіжість музичної мови, яскравість оркестровки — все пройняте світлом Сходу. Його композиції повні влади і чарівності, вирізняються своєю досконалістю гармонії та взаємодоповнення— Revue Theatrale, 1904 Paris, No. 16 
Чухаджян також є автором музичної драми «Алексіназ» про історію сербсько-турецької війни. Згідно з музичним критиком П. Хертеленді, Чухаджян головним чином був композитором бельканто. Своїми музичними впливами його творчість коливається між Белліні й Бородіним і стає справжньою сумішшю Сходу і Заходу. Композитор зосереджується переважно на дуетах і аріях, порідко викладаючи деталі драматичних моментів.
Відповідно до авторів «Короткої історії опери» і «Оксфордського оперного словника», як активний прибічник звільнення Вірменії від турецького панування, Чухаджян привніс дух націоналізму у своє мистецтво.

### «Аршак II»

Фрагмент з постановки опери «Аршак II»

Опера «Аршак II» — перша вірменська національна опера і найбільший твір Чухаджяна. Роботу над оперою композитор завершив у 1868 році в Константинополі, автор двомовного (вірменська, італійська) лібрето поет і драматург Товмас Терзян, опера видана у 1871 році. За стилем лібрето Терзяна належить до лірико-драматичного жанру. Записка про завершення опери в книзі Терзяна на італійські мові позначила народження вірменської національної опери.
Перша постановка відбулась 10 березня 1868 року в театрі «Наум», твір виконувався в уривках італійською оперною трупою. Композитор планував поставити оперу цілком в наступному 1869 році, однак через несприятливі умови Османської імперії і через відсутність необхідних матеріальних ресурсів, здійснити цю ідею не вдалось. За життя автора окремі номери з опери звучали в концертному виконанні в Константинополі (під назвою «Олімпія»), Венеції і Парижі. 1873 року фрагменти з опери були представлені на Всесвітній виставці у Відні.

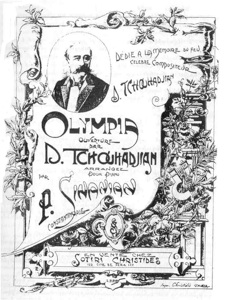
Перша сторінка фортепіанної транскрипції увертюри опери «Аршак II» виданої в Константинополі у 1900 році під назвою «Олімпія»

Монументальний «Аршак II» написаний в традиціях італійської історико-романтичної опери першої половини XIX століття — Россіні, Белліні і особливо раннього Верді. Втілюючи ліричну ідею лібрето, Чухаджян тонко розкриває також героїчні і драматичні лінії опери. Головні дійові особи ― цар Великої Вірменії Аршак II, цариця Олімпія, княгиня Парандзем, князі Гнел, Тірит та інші. Сюжет з історії Вірменії оснований на відомостях давньовірменських істориків Мовсеса Хоренаці і Фавстоса Бузанда. Дія розгортається у 365–367 роках в Армавірі в епоху складних відносин Великої Вірменії, Персії і Рима. Музично-літературною ідеєю опера відображає прагнення вірменського народу XIX століття до національного і соціального звільнення. За жанром «Аршак II» належить до європейської «великої опери» (Grand opera), де використовується великий симфонічний оркестр, хоровий і духовий ансамбль, розгорнуті масові сцени.
Після смерті Чухаджяна його оригінальні рукописи були відправлені до Вірменії у 1920-х роках його вдовою А. Абазян. Вони були виявлені музикознавцем Г. Тиграновим у 1942 році, після чого розпочалось друге життя цього твору. Цілком опера була представлена широкій публіці 29 листопада 1945 року. Для нової постановки лібрето опери було оброблене А. Гулакяном, диригентом виступив М. Таврізян. «Аршак II» був поставлений в Неаполі, Відні та інших містах світу. 1956 року опера була поставлена у Большому театрі Москви. 2001 року «Аршак II» був поставлений у США.
Музичний керівник опери Сан-Франциско, музикознавець Кліфорд Кранна писав про оперу «Аршак II»:
Своїми незрівнянними двірськими переворотами, спробами вбивства і любовною ворожнечею опера «Аршак II» пропонує все, що можна очікувати від справжньої драми.
Музичний критик Д. Стівенс, говорячи про оперу, відзначає вплив італійської опери середини XIX століття і звертає увагу на сильну ліричну виразність твору та близькість ідіом з творчістю Верді.

### «Земіре»

Фрагмент з постановки опери «Земіре»

«Земіре» — остання масштабна опера Чухаджяна, написана у 1890 році. Автор лібрето — Тигран Келамджян. Опера складається з чотирьох дій. В основу сюжету покладена арабська казка. первісна назва — «Ebudia e Zemire».
Опера поставлена в Константинополі силами французьких та італійських труп. Вперше повністю «Земіре» була представлена 12 квітня 1891 року у французькому театрі «Concordia». За декілька років був зроблений італійський переклад (Т. Франсіні) для європейської прем'єри опери. Наявні дані про постановку опери італійською театральною компанією в театрі «French Palais de Crystal Theater» у 1894 році Томассо Франсіні. Згідно з повідомленнями константинопольської преси того часу, планувалось також поставити твір у Відні, потім в Парижі, однак ці плани залишились нездійсненими. Попри успіх «Земіре», вона не принесла автору матеріального достатку.
Опера-феєрія містить елементи комедії і належить до жанру semiseria, тобто «напівсерьозного». «Земіре» — зворушлива історія кохання з фантастичним сюжетом, де присутні й такі персонажі, як містичні істоти та всемогутній Великий чарівник. Головні дійові особи: Земіре (дочка вождя племені Бенезар), Ебудія (Великий чарівник), Елсантур (син вождя племені Ебулгана) та інші. 1965 року Б. Саккіларі здійснив спробу поставити твір в Єревані. Були записані також окремі фрагменти опери. 2008 року «Земіре» була поставлена у США. Ця постановка стала першою повноцінною постановкою опери після більш ніж сторічної перерви.
«Протягом всієї вистави мене не полишало відчуття захоплення величезним досвідом і майстерністю Чухаджяна, як він володіє оперним жанром і проходить до його самих глибин …»
— Тигран Мансурян 
Як відзначають Е. Вейгел Вільямс і Д. Джай Гроут, прем'єра «Земіре» в Константинополі практично позначила початок розвитку традицій оперного мистецтва в Туреччині.

### «Індіана»
Найменш відомий оперний твір Чухаджяна, за різними версіями написаний у 1897-му чи у другій половині 1870-х років. Лібрето Йозефа (Овсепа) Язичяна, написане за мотивами однойменного твору Абуюлхак Гаміда. За жанром «Індіана» — патріотична опера, на думку музикознавця А. Асатрян, є одним з найкращих творів композитора. Рукописи опери зберігаються в архіві Чухаджяна Єреванського музею літератури і мистецтва. Опера досліджувалась також музикознавцями Г. Степаняном і М. Мурадяном.

### «Леблебіджи»

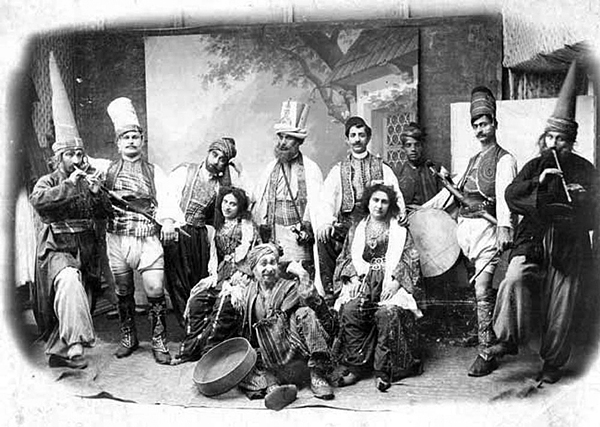
Опереткова трупа, що виконувала «Леблебіджи», 1870-ті роки

«Леблебіджи» («Продавець гороху») — друга і найпопулярніша оперета Чухаджяна, написана у 1875 році. Автор лібрето — Тагвор Налян. Твір спочатку був виконаний турецькою мовою, для обходу офіційної цензури, хоча лібрето оперети було перекладене на вірменську мову вже за життя Чухаджяна. Прем'єра оперети відбулась 17 листопада 1875 року в театрі «Français». Одразу після першої постановки оперета мала величезний успіх, в Константинополі й на Закавказзі була виконана більш ніж 100 разів. Твір поєднує риси побутової комедії з соціальною сатирою на буржуазно-аристократичне суспільство XIX століття. Популяризації «Леблебіджи» та інших оперет Чухаджяна сприяла також професійна опереткова трупа Серовбе Бенкляна (Пенкляна) — організатора (спільно з Чухаджяном) першої на Близькому Сході постійно діючої професійної опереткової трупи. На початку XX століття оперета була перекладена на грецьку і німецьку мови. «Леблебіджи» була представлена на різних сценах Франції, Єгипту, Балканського півострову, Близького Сходу й інших регіонів, і додаючи автору суспільного визнання.
У 1943 році Т. Сар'яном оперета була вперше поставлена у Вірменії. Тоді ж була запропонована нова назва твору — «Каріне». Були перейменовані також головні герої й героїні крім Гор-гор ага.
У 2011 році оперета була показана в знаменитому марсельському театрі «Одеон».

### Інші твори
Чухаджян — автор низки музичних творів для театральних постановок і п'єс. Його твори, національні за тематикою і музичною мовою, сповнені патріотизму. Серед найвідоміших — музичні твори для спектаклів «Троянда і лілія» П. Дуряна, «Ара Прекрасний, чи Любов і батьківщина» Т. Галемчяна, «Сандухт» Т. Терзяна, «Трдат Великий і Григорій Просвітитель» С. Тхляна. В цій частині його творчості особливо примітною є музика для постановки «Вардан Маміконян — рятівник Вітчизни» (1867) Р. Сефечяна, представлення якої перетворилось на політичний мітинг проти режиму, що існував в Османській імперії. Згідно з Є. Барварт твір «Ми є сини вірменської нації» також був протестом проти турецького панування. Його «Театральна пісня» отримує значення і цінність маніфесту вірменського театру. Чухаджян також є автором романсу «Весна» (на слова М. Пешикташляна), одного з перших у вірменській класичній музиці, і «Маршу зейтунців», що отримав значення гімну національно-визвольної боротьби. Згідно з А. Асатрян цей твір Арам Хачатурян представив як варіант гімну Вірменської РСР. Тема національно-визвольної боротьби займала важливе місце у творчості композитора. Ш. Перинчек відзначає:
«Марш Гамідіє», написаний Чухаджяном, був направлений, головно, проти султанського режиму. «Батьківщина чи Силістра», «Егейські народні марші» також написані цим композитором.
Автор «Реквієму» на пам'ять константинопольського вірменського патріарха Нерсеса Варжапетяна. Крім того, його перу належить комічна опера «Зейбеглер», рукописи якої втрачені.
З його симфонічних і фортепіанних творів відомими є «Гавот» (для скрипки, віолончелі, фортепіано і гармоніуму), «Чотири фуки» (для струнного оркестру і квартету) «Аве Марія» (фортепіано) тощо. Його фортепіанні твори були видані вже у 1870—1880-х роках. Найвідоміша токата «Cascade de Couz» була опублікована в Константинополі у 1887 році.

#### Короткий список деяких фортепіанних і симфонічних творів
- «Mouvement Perpetuel»
- «Perpetuum mobile»
- «Cascade de couz»
- «Illusion (vals)»
- «Apres La Gavotte»
- «Deux Fantaisies Orientales»
- «La Lyre Orientale»
- «Laura»
- «Rapelle-tois»
- «Romans»

## Екранізація творів

Афіша музичного фільму «Каріне», 1967 рік

З творів Тиграна Чухаджяна першим був екранізований «Леблебіджи» у 1916 році польським режисером єврейського походження Зігмундом Вейнбергом і Фуатом Узкінаєм. Цей фільм став однією з перших робіт в історії кінематографа Туреччини. 1923 року фільм за «Продавцем гороху» був відзнятий Мухсін-Беєм Ертугрулом. 1934 року той же режисер зробив нову екранізацію «Леблебіджи», причому картина здобула другий приз Венеційського кінофестивалю.
Перша екранізація творів композитора у Вірменії була здійснена у 1954 році створенням музичного фільму «Вірменський кіноконцерт». Поруч з операми «Алмаст», «Ануш», балетом «Гаяне», у фільмі вперше були відзняті уривки з опери «Аршак II».
У 1967 році режисером Арманом Манаряном була здійснена перша у Вірменії екранізація оперети «Леблебіджи» під новою назвою «Каріне». Вокальні партії головних героїв виконали Гоар Гаспарян і Тигран Левонян. Фільм насичений національним колоритом константинопольських вірмен і виконаний як весела і жива комедія-буфф.
У 1988 році на замовлення Центрального телебачення Держтелерадіо СРСР Тигран Левонян створив повноцінну екранізацію опери «Аршак II» (2 серії).

## Внесок у культуру. Пам'ять

Обкладинка книги «Тигран Чухаджян. Життя і творчість» Н. Тагмизяна

Після смерті Тиграна Чухаджяна багато його рукописів і партитур були розкидані по різних країнах світу. Зусиллями Єреванського музею літератури і мистецтва ім. Чаренца, а також Інституту мистецтва АН Вірменії ці цінні рукописи були зібрані у Вірменії.
Чухаджян боровся за розвиток національної культури, й поруч з Комітасом, Спендіаровим, Хачатуряном визнаний одним з найвидатніших діячів вірменської музики. Як один з найзначніших вірменських композиторів XIX століття і видатніший композитор доби серед західних вірмен він вирішив одну з найважливіших проблем свого часу — створення національної опери, а також відіграв прогресивну роль у створенні вірменської національної музичної школи. Його оперні твори відіграли важливу роль в розвитку музики всього сходу і вірменської музики зокрема. Опера «Аршак II» позначила початок оперного мистецтва як у вірменській культурі, так і на всьому Близькому Сході. Тигран Чухаджян — основоположник вірменського музичного театру, і в той же час творець музичного театру в Османській імперії і в цілому на Близькому Сході. Чухаджян зробив значний внесок в розвиток оперного мистецтва Туреччини.
У Вірменії його іменем названо вулиці і музичні школи. У Франції діє дослідницький центр «Тигран Чухаджян», який займається популяризацією творів композитора в Європі.
Тигран Чухаджян є одним з титанів вірменської національної музики. Визнаний як батько вірменської опери, він став першим серед вірменських музикантів, хто використовував класичні західні стандарти у своїх музичних творах.— Анкіне Кешішян-Мурадян

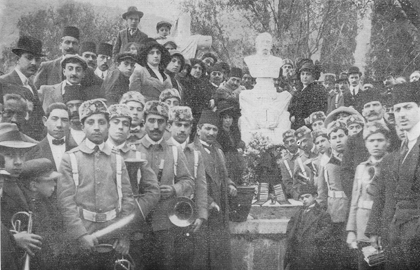
Театральна група Пенкляна і оркестр «Кнар» (Ліра) перед надгробком Чухаджяна, 1912 рік

Вклад Чухаджяна, зокрема, в розвиток турецької культури свого часу оцінили представники прогресивної турецької інтелігенції. У 1872 році, після прем'єри оперети «Аріф», турецький поет і журналіст Намик Кемаль писав в газеті «Ібрет»:
Це — перша робота нашою оперною мовою. Її будова красива і її музика прекрасна. Турецька мова пасує до музичних творів. Композиції надана форма відповідна її ліриці. Ми сприяємо Гюллу Агопу, засновнику оттоманського театру, авторам лірики і музики оперети Альберто і Тиграну Чухаджяну за їх зусилля, а також акторам за майстерну постановку.— Намик Кемаль
Життю і творчості Чухаджяна присвячені окремі дослідження Н. Тагмизяна, А. Асатряна, Г. Тигранова, Г. Геодакяна, М. Мурадяна, Г. Степаняна та інших.

## Цікаві факти
Серед учнів Тиграна Чухаджяна був майбутній мовознавець, академік Рачія Ачарян.